# Ruben Blommaert
Ruben Blommaert (Brugge, 5 maart 1992) is een Belgisch-Duits kunstschaatser.

## Levensloop
Vanaf oktober 2011 vormde hij samen met Annabelle Prölß een paar. Samen veroverden ze in december 2012 de Duitse titel en in oktober 2013 de Coupe Internationale de Nice. In juli 2014 verkreeg Blommaert de Duitse nationaliteit, waardoor hij sindsdien over een dubbele nationaliteit beschikt. In december 2014 ging het paar uit elkaar.
Vervolgens vormde hij een paar met Mari Vartmann en vanaf februari 2017 met Annika Hocke. Samen namen ze deel aan de Olympische Winterspelen van 2018 te Pyeongchang, alwaar het paar eindigde op een 16e stek. Eerder dat jaar waren ze 8e geëindigd na een foutloze opvoering van 'Romeo en Julia op de Europese kampioenschappen te Moskou. Op de wereldkampioenschappen van 2019 te Saitama werden ze 14e. In april 2019 zette het koppel de samenwerking stop na een seizoen met veel ziekte- en blessureleed.
Blommaert is woonachtig in Berlijn en beroepshalve militair.